# اللجنة
اللجنة هو فيلم من نوع موسيقي أُصدر في 1968. الفيلم من إخراج Peter Sykes (director) ‏.

## طاقم التمثيل
- بول جونز
- روبرت لويد
- Arthur Brown [الإنجليزية]‏
- آرثر براون (مغني)

## الإنتاج
موسيقى الفيلم التصويرية كانت من تأليف بينك فلويد.

## وصلات خارجية
- اللجنة على موقع IMDb (الإنجليزية)
- اللجنة على موقع روتن توميتوز (الإنجليزية)
- اللجنة على موقع نتفليكس (الإنجليزية)
- اللجنة على موقع أول موفي (الإنجليزية)
- اللجنة على موقع فيلمافينيتي (الإسبانية)
- اللجنة على موقع قاعدة بيانات الفيلم (الإنجليزية)
- اللجنة على موقع ليتربوكسد (الإنجليزية)
- اللجنة على موقع كينوبويسك (الروسية)